# Boesenbergia orbiculata
Boesenbergia orbiculata là một loài thực vật có hoa trong họ Gừng. Loài này được R.M.Sm. mô tả khoa học đầu tiên năm 1982.